# Сан Роберто
Сан Роберто (итал. San Roberto) је насеље у Италији у округу Ређо ди Калабрија, региону Калабрија.
Према процени из 2011. у насељу је живело 316 становника. Насеље се налази на надморској висини од 283 м.

## Становништво
Према резултатима пописа становништва 2011. у општини је живело 1.833 становника.
| 1931. | 1936. | 1951. | 1961. | 1971. | 1981. | 1991. | 2001. | 2011. |
| ----- | ----- | ----- | ----- | ----- | ----- | ----- | ----- | ----- |
| 2.372 | 2.503 | 3.156 | 3.003 | 2.476 | 2.654 | 2.668 | 1.985 | 1.833 |